# The Chronicles of Eden
The Chronicles of Eden je kompilační album od rakouské kapely Edenbridge.

## Seznam skladeb

### CD1
1. „Thin Red Line“ - 05:58
2. „The Silent Wake“ - 05:33
3. „Images in the Sand“ - 03:16
4. „For Your Eyes Only“ - 02:59
5. „Evermore“ - 03:47
6. „Empire of the Sun“ - 05:22
7. „Shine“ (Single Version) - 04:45
8. „On Sacred Ground“ - 06:04
9. „Anthem“ - 02:27
10. „On the Verge of Infinity“ - 04:53
11. „The Whispering Gallery“ - 05:18
12. „The Whisper of the Ages“ - 06:10
13. „Velvet Eyes of Dawn“ - 06:18

### CD2
1. „Sunrise in Eden“ - 08:33
2. „Cheyenne Spirit“ - 05:37
3. „Arcana“ - 09:51
4. „The Palace“ - 06:56
5. „The Undiscovered Land“ - 06:10
6. „Red Ball in Blue Sky“ - 09:11
7. „Wild Chase“ - 05:34
8. „The Canterville Prophecy“ - 01:47
9. „The Canterville Ghost“ - 07:46
10. „The Grand Design“ - 10:16
11. „Terra Nova“ - 07:08